# Grant Township (comté de Greene, Iowa)
Grant Township est un township, du comté de Fremont en Iowa, aux États-Unis,.
Il est fondé en 1877 et nommé en l'honneur de Ulysses S. Grant.

## Source de la traduction
- (es) Cet article est partiellement ou en totalité issu de l’article de Wikipédia en espagnol intitulé « Municipio de Grant (condado de Greene, Iowa) » (voir la liste des auteurs).